# Dialecte andalou

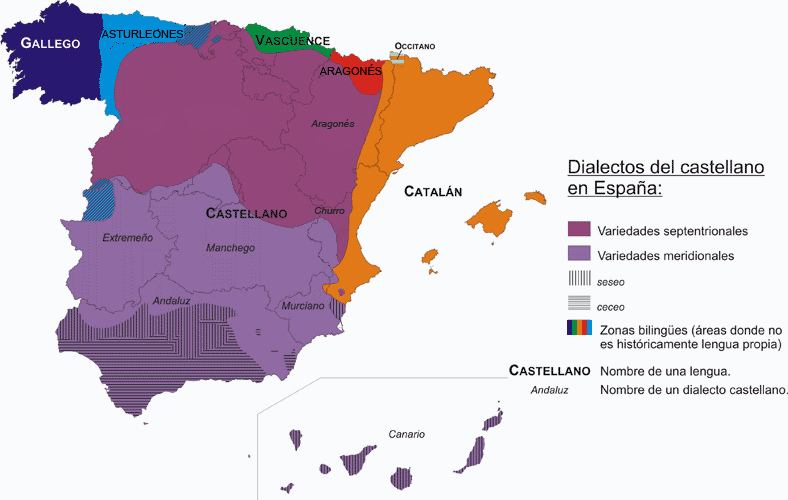
Langues et dialectes parlés en Espagne vers 1950.

Pour l’article homonyme, voir Andalou.
L'andalou est un ensemble de variétés dialectales du castillan parlé en Andalousie qui, selon les critères adoptés, peut être étendu à certaines zones du sud de l'Estrémadure, à une partie de la région de Murcie, aux villes autonomes de Ceuta, Melilla et à Gibraltar.

## Histoire
L'andalou est un dialecte consécutif dérivé de l'espagnol introduit par les colons au cours de la reconquête des régions méridionales de la péninsule Ibérique par le royaume de Castille chrétien sur Al-Andalus. Il n'est donc pas issu directement du latin.
Les premiers documents attestant d'une caractérisation d'un andalou différencié remontent au XVIe siècle, et abondent à partir du siècle suivant.
En raison des circonstances particulières de la conquête du Nouveau Monde, dans laquelle Séville jouera un rôle prépondérant, on retrouve certains aspects fondamentaux de la physionomie des parlers andalous dans l'espagnol parlé en Amérique et d'autres régions de l'empire espagnol (notamment aux Philippines et aux Canaries),.

## Description

### Frontières

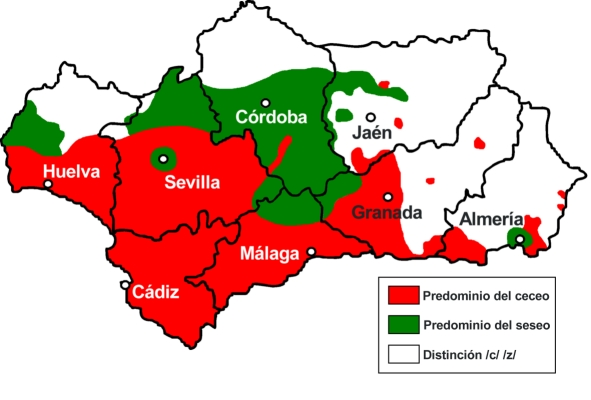
Carte dialectale de l'andalou indiquant les zones pratiquant le seseo (en vert), le ceceo (en rouge) ou la distinction /s/-/θ/ (en blanc).

On s'accorde pour considérer l'absence de distinction entre les phonèmes /s/ et /θ/ comme principal trait caractéristique de l'andalou, qui le distingue des variétés septentrionales et manchoises de l'espagnol,. Ce trait ne lui est cependant pas exclusif et d'autres régions d'Espagne, notamment celle où l'espagnol n'est pas la langue autochtone (Catalogne, Pays valencien, Pays basque et Galice), ne pratiquaient traditionnellement pas la distinction. Selon ce critère, on ne parle pas andalou dans une bonne partie de la région, notamment dans la quasi-totalité des provinces de Jaén et d'Almería, la confusion étant prédominante à Grenade, Huelva et Cordoue.
Le traitement du phonème unique résultant de cette confusion permet lui-même de définir de nouvelles aires dialectales pertinentes (voir le paragraphe seseo et ceceo).

### Phonétique et phonologie
Les autres traits communément admis comme caractéristiques de l’andalou sont le yeísmo, l'aspiration ou la chute de /s/ implosif ou final, le maintien de l’aspiration de /h/ issu de /f/ initial latin et de façon générale un affaiblissement consonantique (chute de /d/ intervocalique, chute de finales et simplification de nombreux groupes intérieurs). Il convient cependant de remarquer que ces traits ne se rencontrent pas de façon systématique et uniforme en andalou, et qu'on les trouve en revanche largement dans de nombreux dialectes hors péninsule (liés pour des raisons historiques aux parlers d'Andalousie) et, pour un certain nombre d'entre eux, dans le langage populaire en Espagne (sans qu'il y ait nécessairement dans ce dernier cas de rapport avec l'andalou).
En contrepartie, l'andalou a développé un système vocalique plus complexe que celui de l'espagnol standard (plus grand nombre de degrés d'apertures et présence de nasales),.

#### Yeísmo
Le yeísmo est la confusion entre /j/ (semi-voyelle palatale) et /ʎ/ (consonne palatale liquide). C'est un phénomène largement attesté en Andalousie dès le XVIe siècle, et généralement perçu en Espagne comme typique de la région. Dans l'actualité, il est néanmoins partagé par la majorité des dialectes péninsulaires (y compris en Castille) et, en Andalousie, la distinction a refait son apparition dans certaines zones de Grenade et Huelva (peut-être sous influence portugaise dans ce dernier cas) ou d'autres noyaux isolés,,.
Le relâchement articulatoire à l'origine de cette confusion est analogue à celui qu'on retrouve dans l'articulation de l'affriquée /t͡ʃ/, qui tend à se fricatiser en Amérique et en Andalousie,.

#### Consonnes

##### Seseo et ceceo
Les variétés mériodionales de l'espagnol sont caractérisées par l’absence de distinction entre les phonèmes /s/ et /θ/ du standard péninsulaire. Les origines de ce traitement remontent à la simplification des fricatives de l’espagnol survenue entre le XVe et le XVIIe siècle, les variétés méridionales ayant appliqué une étape simplificatrice supplémentaire,.
La réalisation du phonème unique résultant de cette confusion permet à son tour de différencier différents groupes de variantes. En andalou et dans les dialectes de transition attenants, il débouche sur deux grands types de réalisations : un /s/ coronal (seseo) et un /s/ (ou /θ/) laminal (ceceo)[pas clair] ; hors andalou, dans les régiones péninsulaires ne pratiquant pas la distinction, le /s/ est articulé plus en arrière dans la bouche (apico-alvéolaire), comme en Castille et dans les autres zones pratiquant la distinction, y compris en Andalousie,,.
En général, le ceceo ne produit pas une interdentale (comme /θ/ en castillan standard et comme peut le suggérer son nom) : la langue adopte une position convexe et la frication est produite par un rapprochement de la partie frontale de la langue, de la zone prédorsale et apicale contre les incisives supérieures. Le seseo est articulé légèrement plus en arrière, avec la langue plate et seulement par la zone prédorsale.
Le ceceo est nettement prédominant en Andalousie. Il est parlé dans, :
- La quasi totalité de la province de Cadix, hormis la ville de Cadix elle-même, majoritairement seseante ;
- La plus grande partie de la province de Malaga à l'exception de la zone d'Antequera ;
- La partie méridionale des provinces de Huelva, Séville et Grenade et la comarque du Poniente almeriense ;
- Certains noyaux ceceantes-, isolés de l'ensemble majoritairement ceceante, dans des villages des provinces de Jaén et Cordoue.

Le ceceo est pratiquement circonscrit à l'Andalousie. Hors de la région, on le retrouve dans le coin sud-est de la région de Murcie (autour de Carthagène) et au nord-ouest de la province de Badajoz. Dans les zones ceceantes, les locuteurs ayant un niveau d'instruction élevé tendent à abandonner le trait, au profit du seseo ou de la distinction. La ville de Séville est une enclave où prédomine largement le seseo, dans toutes les classes sociales, au milieu d'une province ceceante,.
Pour leur part les zones de seseo se limitent aux régions montagneuses, intermédiaires avec les zones de distinction.

##### Aspiration de /s/
L'aspiration de /s/ en position finale ou implosive est une caractéristique que l'on retrouve dans toute l’Andalousie, mais également à Murcie, Albacete, ainsi que partiellement à Alicante, dans les régions centrales d'Estrémadure et même dans le langage populaire madrilène. /θ/ subit un traitement identique dans les zones pratiquant la distinction.
En andalou, cette aspiration est accompagnée d'une ouverture de la voyelle antérieure, ce qui entraîne une complexe réorganisation du système vocalique de la langue (voir #Une plus grande richesse vocalique). Elle tend à son tour à disparaître. Dans ce cas, on distingue les sous-dialectes occidental et oriental, les voyelles retrouvent leur valeur originelle (et de nombreux pluriels deviennent alors indiscernables des singuliers correspondants) dans le premier cas, tandis que dans le second les nouvelles distinctions introduites dans le système vocalique sont conservées, et portent alors seules la trace morphologique du pluriel.
L'ancienneté de ce trait est débattue. Certains dont Rafael Lapesa suggèrent que son extension remonterait au XIXe siècle seulement, mais des traces explicites d'aspiration sont documentées dès les XVe et XVIe siècles,.

##### Aspiration de /h/
L'aspiration de /h/ issue de la lénition de /f/ initial latin est un autre trait considéré comme typique de l'andalou (on le trouve également dans les créoles espagnols des Philippines). Néanmoins, s'il est bien implanté dans les régions occidentales ou centrales (Malaga, Cordoue, Séville, Cadix et Huelva), le phénomène est plus diffus géographiquement et moins systématique  dans le reste de l'Andalousie,.
La consonne aspirée résultante, réalisée dans une large gamme de vélaires, est fréquemment confondue avec l'allophone local de /x/ (mais différente du /s/ aspiré),.

##### Traitement de /b/
En position initiale absolue, /b/ (graphié b ou v) est occlusif bilabial, comme en castillan standard. Dans d'autres positions, on trouve sporadiquement, parfois de façon hésitante chez un même locuteur, une articulation fricative bilabiale ou labiodentale.

##### Chute de consonnes
En position intervocalique, la chute de /-d-/ est systématique. D'autres consonnes sont également diversement affectées entre voyelles, notamment /-g-/, /-ɾ-/ et /-b-/,.
De façon générale, on observe un affaiblissement des finales et implosives : aspiration ou chute de /-s/, chute complète de /-d/ (qui réapparaît parfois dans certains pluriels), vélarisation de /-n/ en /-ŋ/ voire chute après nasalisation de la voyelle antérieure, confusion entre /-l/ et /-ɾ/.

##### Altération de groupes consonantiques
Le /ʎ/ initial castillan issu des groupes initiaux latins /pl-/, /fl-/ et /kl-/ subit le même traitement que dans le cas général (voir #Yeísmo). Dans certains termes isolés toutefois, /pl-/, /fl-/, /kl-/ > /l/. Dans certaines zones, probablement en raison d'une influence léonaise et galaïco-portugaise, /pl-/, /fl-/, /kl-/ > /pɾ/, /fɾ/, /kɾ/.
On observe en andalou une simplification des groupes intérieurs /-gn-/ > /-n-/ ('digno' ['dino]) et /-ct-/ > /-t-/ ou > /-it-/.

##### Confusions entre /ɾ/ et /l/
En position implosive et finale, on observe, dans toute l'Andalousie hormis de façon très localisée dans certains points à l'extrême nord de la région, une tendance à la confusion entre /l/ (consonne spirante latérale alvéolaire voisée) et /ɾ/ (consonne battue alvéolaire voisée), en particulier auprès des locuteurs peu instruits. Dans de nombreux cas, il n'est pas possible d'établir de règle particulière régissant la réalisation et l'on observe des confusions au niveau individuel. Ce phénomène relève de la tendance au relâchement articulatoire sur les consonnes finales, qu'on observe de façon générale dans la langue espagnole, notamment littéraire, mais qui s'exprime de façon particulièrement intense en andalou,.
On trouve des traces de cette confusion dans la langue ancienne et classique, ainsi qu'en mozarabe.
Outre en Andalousie, on retrouve cette tendance en murcien, en estrémègne et aux Philippines. Dans le reste de l'Espagne, il est peu présent et est considéré comme un vulgarisme.

#### Voyelles

##### Une plus grande richesse vocalique
L'andalou, et notamment les variétés orientales, se caractérisent par une grande richesse du système vocalique, contrastant face au régime strict et fermé de l'espagnol septentrional, composé de 5 voyelles : /a/, /e/, /i/, /o/, /u/.
Ce trait est en particulier motivé par la chute de /s/ final, indicateur du pluriel. Pour compenser la perte de cette information syntaxique de premier ordre, l'andalou a reporté l'opposition singulier / pluriel en une opposition voyelle fermée / voyelle ouverte. La chute d'autres finales s'accompagne également fréquemment d'un phénomène analogue. Dans ce nouveau système, chaque voyelle se dédouble potentiellement en deux articulations et l'on décompte ainsi de 8 à 10 voyelles, pour 4 à 5 degrés d'aperture. Le changement n'affecte pas seulement la voyelle finale, mais également la voyelle tonique, voire toutes celles du mot lorsqu'elles sont à l'origine identique, avec d'importantes répercussions d'ensemble sur la physionomie prosodique des parlers andalous,,.
En Andalousie orientale (provinces de Grenade, Jaén, Almería et sud de Cordoue), ce phénomène est bien implanté dans toutes les classes sociales. Il apparaît également dans d'autres zones de la région, mais de façon moins affirmée et socialement marquée négativement.

##### Nasalisation
L'andalou, comme l'espagnol parlé au Chili ou à Cuba, se distingue de l'espagnol général par un important timbre nasal. En position finale, /n/ est fréquemment vélarisé en /ŋ/, et dans de nombreux cas chute, après nasalisation de la voyelle antérieure. On trouve également une tendance à la nasalisation dans les syllabes incluant une aspiration (de /h-/, /-s/ ou /x/) ou devant /t͡ʃ/.
La nasalisation tend même à acquérir une valeur phonologique dans la conjugaison andalouse, en remplacement du morphème /-n/ de troisième personne du pluriel,.

### Lexique
Le lexique andalou se caractérise par la persistance d'archaïsmes et de nombreux arabismes,.

### Morphosyntaxe
Dans certains verbes des deuxième et troisième groupes, on conserve le /-b-/ latin dans les terminaisons de l'imparfait.
En Andalousie occidentale, comme dans certaines régions d'Amérique, le pronom sujet de deuxième personne du pluriel vosotros est remplacé par ustedes (pronom d'adresse de politesse plurielle en espagnol péninsulaire général). Ce changement est à l'origine d'une confusion dans l'utilisation des paradigmes de conjugaison et des pronoms personnels.
On remarque également une tendance à la perte des formes du mode subjonctif au profit de l'indicatif.

## Statut
L'andalou est très largement considéré comme un ensemble (relativement hétérogène) de modalités du castillan. Il a fait l'objet de nombreuses études et publications.
Pour des raisons politiques et historiques toutefois, certaines personnes[Qui ?] considèrent que l'andalou n'est pas un dialecte du castillan mais une langue propre. La "Sociedad para el Estudio del Andaluz" a ainsi développé une graphie normalisée propre pour l'andalou.
Du point de vue légal et institutionnel, le dialecte andalou est défini comme "Modalité linguistique andalouse" par le statut d'autonomie d'Andalousie de 2007 et par l'organisme responsable de l'éducation dans la communauté autonome d'Andalousie (la "Consejería de Educación y Ciencia de la Junta de Andalucía"). Le statut affiche parmi les « objectifs basiques » de la communauté autonome « La défense, la promotion, l'étude et le prestige » de celle-ci « dans toutes ses variétés » ; il n’existe cependant aucun organe institutionnel officiel pour le réguler.